# Mark Pocan
Mark William Pocan (Kenosha, Wisconsin, 1964. augusztus 14. –) amerikai demokrata politikus, 2013 óta Wisconsin állam második választókerületének képviselője az Egyesült Államok kongresszusának alsóházában.

## Életpályája
Pocan Wisconsin Kenosha nevű városában született 1964-ben. 1982-ben, 18 évesen végzett a Mary D. Bradford gimnáziumban. Alapfokozatú diplomáját újságírás szakon szerezte a Madison városában található Wisconsini Egyetemen 1986-ban, később pedig saját szakszervezeti nyomdavállalatot indított, melyet ma is vezet. Az egyetemen aktívan részt vett a Demokrata Párt ifjúsági szervezetében, ez 1991-ben ahhoz vezetett, hogy beválasztották a Dane megyei felügyelőbizottságba. E szerepkörét öt évig, 1996-ig töltötte be.
1998-ban indult Wisconsin állami képviselőházának 78. körzetének képviselőségéért, a körzet főként Madison városát fedi le. A választást megnyerte, Tammy Baldwin-t követte a poszton. 14 évet szolgált az állam képviselőházában, háromszor választották be őt a wisconsinaiak.
2012-ben indult a szövetségi kongresszusi képviselőségéért, Wisconsin második választókörzetéért. Az előválasztáson demokrata párttársaival küzdött meg, elsőként végzett a négy jelölt közül, a szavazatok 72 százalékát megszerezve, az általános választáson pedig a republikánus Chad Lee-t győzte le, a szavazatok kétharmadát szerezte meg. Azóta ötször választották újra, tíz éve dolgozik képviselőként. 
Férjével, Philip Frankkel 2006 óta házasok.

## Politikája
A képviselőházban tagja többek között a Progresszív Kaukusznak, jelenleg visszavonult elnökeként tevékenykedik Barbara Lee és Raúl Grijalva mellett. Tagja az Előirányzati Bizottságnak és az Oktatás és Munka Bizottságának. Progresszívként támogatja többek között az egyetemes egészségügyet, a háborús veteránoknak nyújtott segélyt, a megújuló energiára való átállást és az állami oktatásba való nagyobb befektetést.